# Vanda christensoniana
Vanda christensoniana (tên tiếng Việt: Hỏa hoàng Christensoniana) là một loài lan Vanda đặc hữu của Việt Nam. Phần tên christensoniana vinh danh nhà thực vật học và phân loại học Eric Christenson.

## Mô tả
Chúng là loài phát triển đơn thân. Đáng chú ý là những chiếc lá của chúng có màu tím khác thường với các loài Vanda khác. Những bộ lá màu tím cho phép loài cây này phát triển dưới ánh nắng đầy đủ, sự tích tụ anthocyanin gần bề mặt cây giúp lọc ánh sáng và cải thiện khả năng bảo vệ khỏi ánh sáng. Đặc điểm này cũng được thể hiện rõ ràng ở các giống lai. Hoa có màu hồng hoặc tím đến trắng và mọc thành 2-4 chùm hoa tương đối ngắn, với chùm nhiều hoa dày đặc.

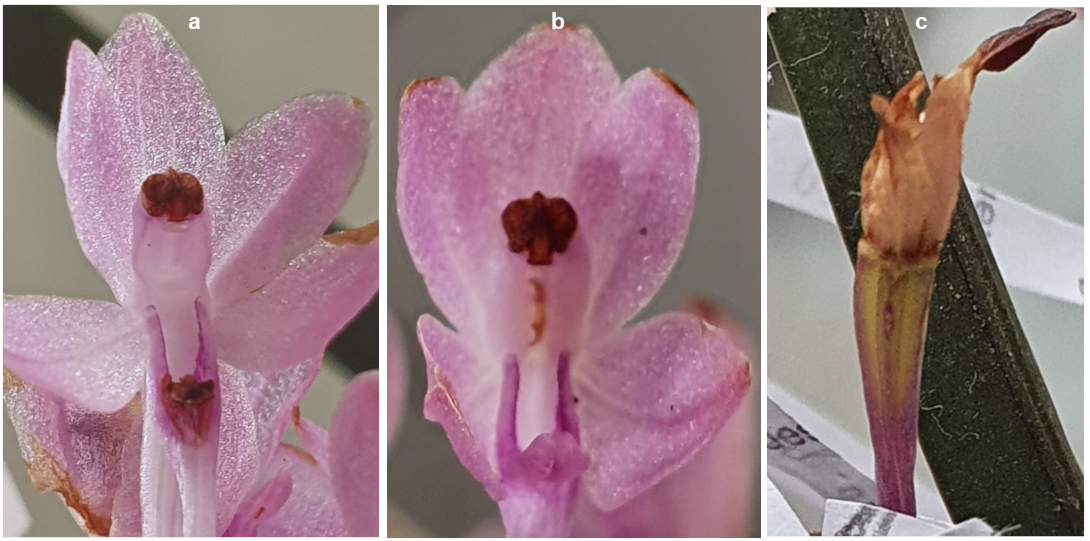
Tập tin này cho thấy những thay đổi của hoa Vanda christensoniana sau khi thụ phấn. Ba giai đoạn phát triển được hiển thị. Hình đầu tiên cho thấy một bông hoa đã nở hoàn toàn với khoang nhụy mở (a), hình thứ hai cho thấy một bông hoa được thụ phấn với cột phồng lên và khoang nhụy đóng kín (b) và hình thứ ba cho thấy một quả nang đang phát triển và lá đài, cánh hoa và nhãn mác bị héo (c).

## Phân loại
Loài này có quan hệ gần gũi với Vanda malipoensis và Vanda nana. Cây tiến hóa dựa trên biểu hiện bộ gen lạp thể, nó tách biệt với các loài Ascocentrum khác. Chi Ascocentrum đã được chứng minh là nằm trong một phần cận ngành, tùy thuộc vào vật chất di truyền được kiểm tra. Bộ gen hạt nhân dẫn đến các mối quan hệ khác nhau. Sự không nhất quán này có thể được giải thích bằng sự hình thành loài lai. Cây tiến hóa của loài này và việc đặt Vanda christensoniana gần chi Ascocentrosis, thay vì Ascocentrum, đã được xác nhận trong nghiên cứu thứ hai.
| Ascocentropsis | \| \| Vanda nana \| \| \| \| \| \| Vanda malipoensis \| \| \| \| |
|                | \| \| Vanda nana \| \| \| \| \| \| Vanda malipoensis \| \| \| \| |
| Ascocentrum    | Vanda christensoniana                                            |
|                | Vanda christensoniana                                            |
|                | Vanda nana                                                       |
|                |                                                                  |
|                | Vanda malipoensis                                                |
|                |                                                                  |

|  | Vanda nana        |
|  |                   |
|  | Vanda malipoensis |
|  |                   |

Loài này còn có Danh pháp đồng nghĩa khác là Ascocentrum christensonianum.